# Glyphomitrium parasiticum
Glyphomitrium parasiticum là một loài rêu trong họ Ptychomitriaceae. Loài này được (Sw. ex Brid.) Brid. mô tả khoa học đầu tiên năm 1819.